# Žalm 73

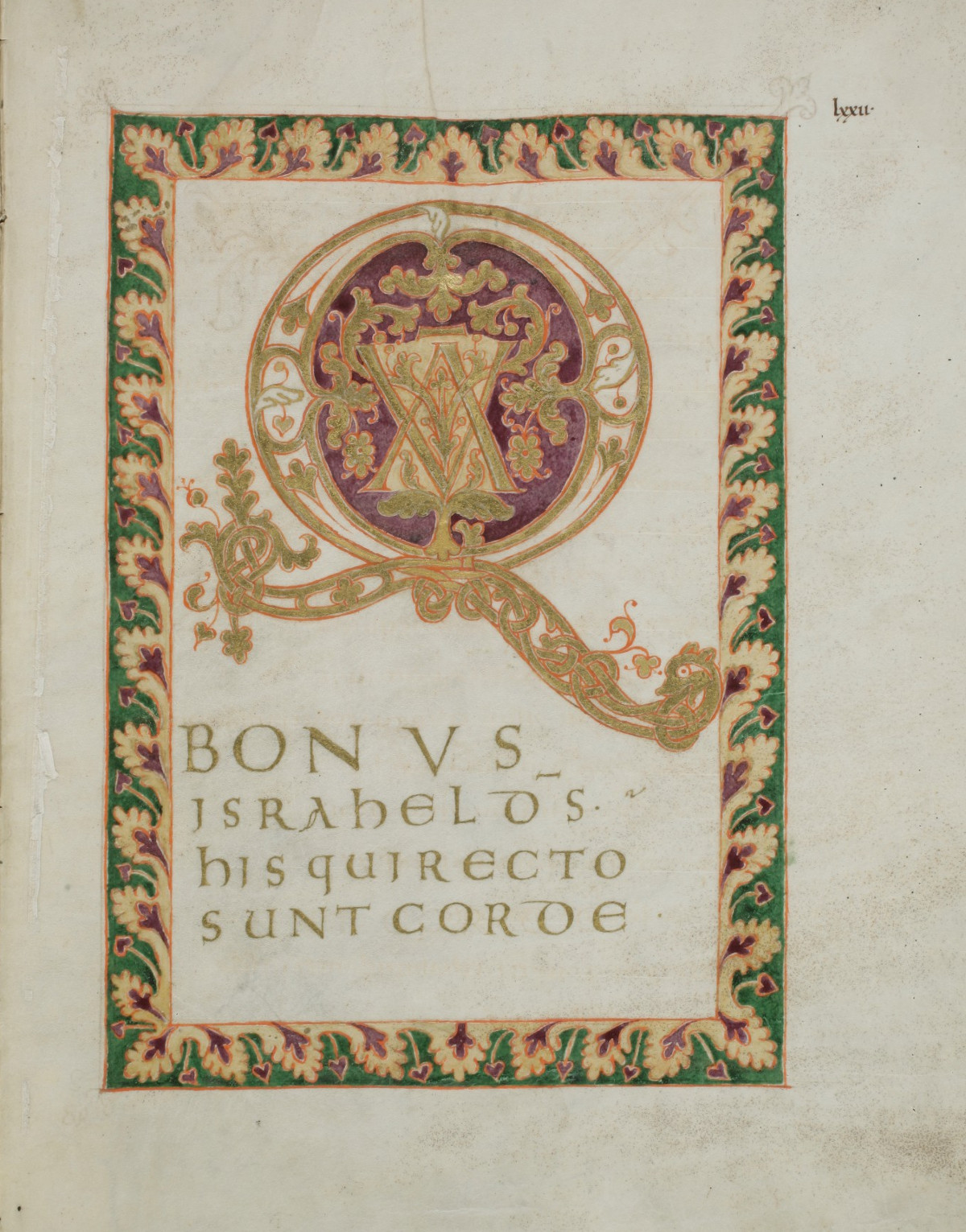
Codex Sangallensis 22, Žalm 73, Q jako iniciála v iluminovaných rukopisech.

Žalm 73 („Jak je Bůh dobrý k Izraeli“) je biblický žalm. V překladech, které číslují podle Septuaginty, se jedná o 72. žalm. Žalm je nadepsán těmito slovy: „Žalm. Pro Asafa.“ Podle některých vykladačů toto nadepsání znamená, že žalm byl určen pro to, aby jej zpívali v Chrámu k tomu určení zpěváci z Asafova rodu.